# 平舆县
平舆县位于中华人民共和国河南省东南部，是驻马店市下辖的一个县。总面积为1284平方公里。
平舆县位于河南省驻马店市、周口市与安徽省阜阳市结合处。地處淮北平原，地勢平坦，糧食作物以小麥和玉米為主，經濟作物以白芝麻為主。

## 历史
平舆在西周、春秋时为沈国，战国时属楚国，平舆邑。秦置平舆县，治所在今平舆县射桥镇古城，属颍川郡。北齐废。隋朝大业二年（606年）又置平舆县，属豫州。元朝废县，并入汝阳县，属河南江北道汝宁府。明、淸袭之。民国二年（1913年）汝阳县易名汝南县，平舆属汝南县。1951年4月复置平舆县。
平舆县是沈姓、冉姓、汝南周姓的发源地。平舆县历史人物有陈蕃、奚仲。

## 人口
根據第七次人口普查數據，截至2020年11月1日零時，平輿縣常住人口為728672人。

## 政治

### 行政区划
平舆县下辖3个街道办事处、12个镇、4个乡：
古槐街道、清河街道、东皇街道、杨埠镇、东和店镇、庙湾镇、射桥镇、西洋店镇、阳城镇、郭楼镇、李屯镇、万金店镇、高杨店镇、万冢镇、双庙镇、十字路乡、玉皇庙乡、老王岗乡和辛店乡。

### 领导层
- 中共平舆县第十三届委员会书记（县委书记）：刘飞
- 中共平舆县第十三届委员会副书记（县委副书记）：成文科
- 中共平舆县第十三届委员会常务委员（县委常委）：吴玉冰、郭东泉、代元辉、李庚建、王锋、王娟、王楠、曹英华、刘飞、成文科、赵峰[5]

## 特产
平舆白芝麻：中国地理标志产品。